# خفض (موسيقى)

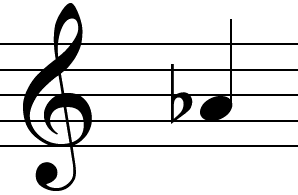
علامة الخفض بجوار درجة لا (يرمز لها A)، فتصبح لا مخففة.

الخفض (بالإيطالية: Bemolle)‏ في الموسيقى، يعرف أيضًا بيمول والتي تعني b مخففة، هو عملية التخفيف من حدّة النغمة وذلك بمقدار نصف درجة. بالإضافة إلى الرفع، يعد الخفض أحد خصائص التنغيم.
في التدوين الموسيقي يرمز للخفض بالرمز (♭)، والتي يمكن أن تكون إما دليل مقام أو إشارة تحويل.
إن ترتيب الخوافض في حسب الرموز في دليل المقام يكون كالتالي:
B♭, E♭, A♭, D♭, G♭, C♭, F♭.

## الخفض المضاعف
يمكن للخفض أن يكون مضاعفاً، وهو في هذه الحالة يخفّض النغمة بمقدار نصفي درجة ♭♭ (درجة كاملة) ويرمز له في هذه الحالة على الشكل 

## أجزاء الخفض
يمكن للخفض أيضاً أن يتجزأ، فهناك نصف خافض (أو ما يعرف باسم نصف بيمول) ويرمز له () أو ()، وهو ما يعادل ربع درجة (أو ربع نغمة). وهذه لا توجد في البيانو الغربي، ولكن في آلات موسيقية أخرى مثل الكمان والعود.
كما يمكن الحصول على خفض له ثلاثة أرباع النغمة، ويرمز له في تلك الحالة ().

## اقرأ أيضاً
- مقام موسيقي
- تدوين موسيقي
- بيكار (موسيقى)